# Nass El Ghiwane
Nass El Ghiwane (arabisch ناس الغيوان, DMG nās al-ġīwān) sind eine im Jahr 1971 in Casablanca gegründete marokkanische Musikgruppe, auch genannt die „Rolling Stones Marokkos“. Sie bedient sich eines breiten Repertoires traditioneller marokkanischer und afrikanischer Musik, wie der Ritualmusik der Gnawa, und nahm ihrerseits Einfluss etwa auf die Entwicklung der modernen maghrebrinischen Popmusik namens Raï.
Geleitet wird Nass El Ghiwane vom Bendir-Spieler und Sänger Omar Sayed, neben ihm sind der Oud-Spieler Allal Yaâla, der Banjo-Spieler Abdelkrim Chifa sowie die Brüder Rachid und Hamid Batma mit ihren Instrumenten T'bol und Gimbri aktuell Mitglieder der Gruppe. Der 1997 verstorbene Dichter und Komponist Laarbi Batma hatte die Gruppe zuvor lange Zeit geprägt und auch die Mehrzahl ihrer Musikstücke geschrieben.
In Europa und Amerika wird die Gruppe hauptsächlich im Rahmen der Weltmusik rezipiert. In diesem Rahmen veröffentlichte auch Peter Gabriel ihr Stück Ya Sah 1989 auf Passion – Sources, dem ergänzenden Album zu dem Soundtrack Passion: Music for The Last Temptation of Christ für den Spielfilm Die letzte Versuchung Christi von Martin Scorsese aus dem Jahr und machte sie so einem breiteren westlichen Publikum bekannt.

## Diskografie

### Alben (Auswahl)
- 1995: Traditional Music & Songs
- 1998: Best of Nass El Ghiwane
- 2000: Nass El Ghiwane
- 2001: Le Meilleur de Nass el Ghiwane: Maroc Chants d'Espoir

### Singles (Auswahl)
- Allah Ya Moulana
- Fine Ghadi Biya Khouya
- Siniya
- Ah Ya Ouine